# Списък с филмите на „Пиксар“
Пиксар Анимейшън Студиос е американска компания за производство на компютърно-генерирани филми със седалище в Емеривил, Калифорния. Компанията е продуцирала 29 пълнометражни филма, реализирани от Уолт Дисни Студиос Моушън Пикчърс чрез Уолт Дисни Пикчърс, като първият е „Играта на играчките“ (1995), а последният – „Елио от Земята“ (2025).
Предстоящите филми на Пиксар са „Hoppers“, „Играта на играчките 5“ (и двата предвидени за 2026 г.), „Гато“ – за 2027 г., „Феноменалните 3“ и „Коко 2“, чиито дати още не са уточнени.

## Филми

### Издадени филми
| Филм                        | Премиера         | Режисьор(и)                               | Сценарист(и) | Продуцент(и)                         | Композитор(и)           |
| --------------------------- | ---------------- | ----------------------------------------- | --- | ------------------------------------ | ----------------------- |
| Играта на играчките         | 22 ноември 1995  | Джон Ласитър                              | Джоел Коен, Пийт Доктър, Джон Ласитър, Джо Ранфт, Алек Соколов, Андрю Стантън, Джос Уидън                        | Бони Арнолд и Ралф Гъгънхайм         | Ранди Нюман             |
| Приключението на бръмбарите | 25 ноември 1998  | Джон Ласитър                              | Джон Ласитър, Доналд Макенери, Джо Ранфт, Боб Шое и Андрю Стантън                                                | Дарла К. Андерсън и Кевин Рехър      | Ранди Нюман             |
| Играта на играчките 2       | 24 ноември 1999  | Джон Ласитър                              | Аш Бранън, Дъг Чембърлейн, Пийт Доктър, Рита Хсиао, Джон Ласитър, Андрю Стантън и Крис Уеб                       | Карен Робърт Джаксън и Хелън Плоткин | Ранди Нюман             |
| Таласъми ООД                | 2 ноември 2001   | Пийт Доктър                               | Андрю Стантън, Дан Гърсън, Пийт Доктър, Джил Кълтън, Джег Пиджън и Ралф Егълстън                                 | Дарла К. Андерсън                    | Ранди Нюман             |
| Търсенето на Немо           | 30 май 2003      | Андрю Стантън                             | Боб Питърсън, Дейвид Рейнолдс и Андрю Стантън                                                                    | Греъм Уолтърс                        | Томас Нюман             |
| Феноменалните               | 5 ноември 2004   | Брад Бърд                                 | Брад Бърд | Джон Уокър                           | Майкъл Джакино          |
| Колите                      | 9 юни 2006       | Джон Ласитър                              | Дан Фогълман, Джорджън Клъбиън, Джон Ласитър, Фил Лорин, Киъл Мъри и Джо Ранфт                                   | Дарла К. Андерсън                    | Ранди Нюман             |
| Рататуй                     | 29 юни 2007      | Брад Бърд                                 | Брад Бърд, Джим Капобианко и Ян Пинкава                                                                          | Брад Люис                            | Майкъл Джакино          |
| УОЛ-И                       | 27 юни 2008      | Андрю Стантън                             | Пийт Доктър, Джим Риърдйн и Андрю Стантън                                                                        | Джим Морис                           |                         |
| В небето                    | 29 май 2009      | Пийт Доктър                               | Пийт Доктър, Боб Питърсън и Том Макарти                                                                          | Джонас Ривера                        | Майкъл Джакино          |
| Играта на играчките 3       | 18 юни 2010      | Лий Ънкрич                                | Майкъл Арнд, Джон Ласитър, Андрю Стантън и Лий Ънкрич                                                            | Дарла К. Андерсън                    | Ранди Нюман             |
| Колите 2                    | 24 юни 2011      | Джон Ласитър                              | Дан Фогълман, Джон Ласитър, Брад Люис и Бен Куин                                                                 | Денис Риъм                           | Майкъл Джакино          |
| Храбро сърце                | 22 юни 2012      | Марк Андрюс и Бренда Чапман               | Марк Андрюс, Бренда Чапман, Айрин Меки и Стив Пърсел                                                             | Катрин Сарафян                       | Патрик Дойл             |
| Университет за таласъми     | 21 юни 2013      | Дан Сканлън                               | Робърт Байрд, Дан Герсън и Дан Сканлън                                                                           | Кори Рае                             | Ранди Нюман             |
| Отвътре навън               | 19 юни 2015      | Пийт Доктър                               | Джош Кули, Рони дел Кармен, Пийт Доктър и Мег Лефов                                                              | Джонас Ривера                        | Майкъл Джакино          |
| Добрият динозавър           | 25 ноември 2015  | Питър Сон                                 | Ерик Бенсън, Мег Лефов, Келси Ман, Боб Питърсън и Питър Сон                                                      | Денис Реам                           | Джеф Дана и Майкъл Дана |
| Търсенето на Дори           | 17 юни 2016      | Андрю Стантън                             | Андрю Стантън и Виктория Страус                                                                                  | Линдзи Колинс                        | Томас Нюман             |
| Колите 3                    | 16 юни 2017      | Браян Фий                                 | Браян Фий, Киел Мъри, Боб Питърсън, Еял Подел, Бен Куин, Майк Рич и Джонатан Стюарт                              | Кевин Рийр                           | Ранди Нюман             |
| Тайната на Коко             | 22 ноември 2017  | Лий Ънкрич                                | Матю Алдрич, Джейсън Кац, Адриан Молина и Лий Ънкрич                                                             | Дарла К. Андерсън                    | Майкъл Джакино          |
| Феноменалните 2             | 15 юни 2018      | Брад Бърд                                 | Брад Бърд | Никол Парадис Гриндъл и Джон Уокър   | Майкъл Джакино          |
| Играта на играчките 4       | 21 юни 2019      | Джош Кули                                 | Джош Кули, Стефани Фолсъм, Мартин Хайнес, Рашида Джонс, Джон Ласитър, Валери Лапон, Уил Макормак и Андрю Стантън | Марк Нилсън и Джонас Ривера          | Ранди Нюман             |
| Напред                      | 6 март 2020      | Дан Сканлън                               | Кейт Бънин, Джейсън Хейдли и Дан Сканлън                                                                         | Кори Рае                             | Джеф Дана и Майкъл Дана |
| За душата                   | 25 декември 2020 | Пийт Доктър                               | Пийт Доктър, Тина Фей, Майк Джонс и Кемп Пауърс                                                                  | Дана Мъри                            | Трент Реснор Атикъс Рос |
| Лятното приключение на Лука | 18 юни 2021      | Енрико Касароса                           | Джеси Андрюс & Майк Джонс                                                                                        | Андреа Уорен                         | Дан Ромър               |
| Мей Червената панда         | 11 март 2022     | Доми Ши                                   | Доми Ши | Линдзи Колинг                        | Лудвиг Йорансон         |
| Баз Светлинна година        | 17 юни 2022      | Ангъс Маклейн                             | Пийт Доктър | Галин Сусман                         | Майкъл Джакино          |
| Стихии                      | 16 юни 2023      | Питър Сон                                 | Джон Хобърг, Кат Ликел и Бренда Хуе                                                                              | Денис Рийм                           | Томас Нюман             |
| Отвътре навън 2             | 14 юни 2024      | Келси Ман                                 | Мег Лефов | Марк Ниелсен                         | Андреа Дацман           |
| Елио от Земята              | 13 юни 2025      | Маделин Шафран, Домий Ши и Ейдриън Молина | Джулия Чо, Марк Хамър и Майк Джоунс                                                                              | Мери Алис Дръм                       | Роб Саймънсен           |

### Предстоящи филми
| Филм                  | Премиера    | Режисьор(и) | Сценарист(и) | Продуцент(и) |
| --------------------- | ----------- | ----------- | ------------ | ------------ |
| Играта на играчките 5 | 19 юни 2026 | ?           | ?            | ?            |
| Патета                | 2027        | ?           | ?            | ?            |

Браян Фий, Марк Андрюс, Доми Ши и Кристен Лестър работят по оригиналните филми на компанията През 2018 г. ФК Барселона се обръща към Пиксар в преговори за създаване на филм.

### Производствен цикъл
През юли 2013 г. президентът на Пиксар Студиос Едуин Катмул заявява, че студиото планира да издава по един оригинален филм всяка година и продължение на всеки две години, като част от стратегия за издаване на „един и половина филма годишно“. На 3 юли 2016 г. президентът на Пиксар Джим Морис обявява, че след Играта на играчките 4 няма планове за по-нататъшни продължения и Пиксар разработва само оригинални идеи за шест филма, които са в развитие (включително Напред и За душата).

### Отменени проекти
През 2005 г. Пиксар започва да си сътрудничи с Дисни и Уорнър Брос за игрална адаптация по романа на Джеймс Далесандро 1906. Брад Бърт е нает да режисира филма. Този проект щеше да отбележи първото участие на Пиксар в игрален филм. Дисни и Пиксар напускат проекта заради сценария и прогнозиращия бюджет от 200 милиона долара. През юни 2018 г. Бърд споменава за възможността романът да бъде адаптиран за телевизонен сериал.
Филмът на Пиксар, озаглавен Newt, е обявен през април 2008 г., като компанията е замислила да го издаде през 2011 г., който по-късно е отложен за 2012 г., като в началото на 2010 г. е отменен. Джон Ласитър отбелязва, че е предложена сюжетна линия на филма, наподобяваща тази на филма от 2011 г. на Блу Скай Студиос Рио. През март 2014 г. в интервю президентът на Пиксар Едуин Катмул заявява, че Newt е идея, която не е в предварително производство. Когато проектът е предаден на Пийт Доктър, режисьор на Таласъми ООД и В небето, той представя идеята, че Пиксар смята да създаде друг филм с по-добра концепция, и така се ражда Отвътре навън.
През 2010 г. Хенри Селик сформира съвместно сътрудничество с Пиксар, наречено Cinderbiter Productions, което трябва да продуцира филми. Първият му проект по сделката, филм със заглавие ShadeMaker трябва да излезе на 4 октомври 2013 г., но е отменен през август 2012 г. поради творчески различия. Планирана е и адаптация на романа на Нийл Геймън „Гробищната книга“.
Освен това, когато вече несъществуващата Circle 7 Animation е отворена, е имало планове за продължения на Търсенето на Немо (на който Пиксар прави своето продължение Търсенето на Дори) и Таласъми ООД (на който Пиксар направи предисторията под формата на Университет за Таласъми), както и друга версия на Играта на играчките 3. По-късните продължения на Пиксар нямат основа в проектите на Circle 7 и са създадени напълно отделно.

### Копродукция
Buzz Lightyear of Star Command: The Adventure Begins е традиционен анимационен филм, издаден директно към видео на 8 август 2000 г., създаден от Дисни Телевижън Анимейшън, на който е базиран едноименният телевизионен сериал.

### Сътрудничество
Pixar подпомага английската локализация на няколко филма на Студио Гибли, главно на тези от Хаяо Миядзаки.
Компанията въведена в екипа на филма Мъпетите от Дисни, за да прецизира сценария. Филмът излиза на 23 ноември 2011 г.
Пиксар съдейства за разработването на историята за Книга за джунглата, както и представя предложения за финалните надписи на филма. Филмът е излиза на 15 април 2016 г. Допълнителна специална благодарност е дадена на Марк Андрюс. 
Мери Попинз се завръща съчетава живо действие и традиционна анимация. Анимацията е ръководена от Кен Дънкан и Джеймс Бакстър. Над 70 аниматори, специализирани в ръчно рисувана 2D анимация от Пиксар и Уолт Дисни Анимейшън Студиос, са наети за този филм. Филмът излиза на 19 декември 2018 г.

### Свързани продукции
„Самолети“ е спиноф на франчайзинга Колите, продуциран от вече несъщуствуващата Диснитун Студиос, със съавтор и изпълнителен продуцент Джон Ласитър. Филмът е замислен от късометражния филм Въздушният Матю, който въвежда аспекти към Самолети и завършва с намек за филма. Издаден е на 9 август 2013 г. Пордължението Самолети: Спасителен отряд е издаден на 18 юли 2014 г. През юли 2017 г. е обявен спиноф филмът Самолети, с планирано излизане на 12 април 2019 г., но внезапно е изваден от графика на компанията за пускане на 1 март 2018 г. Филмът в крайна сметка е отменен, когато Диснитун Студиос е закрит на 28 юни 2019 г.
„Ралф разбива интернета“, продуциран от Уолт Дисни Анимейшън Студиос и Ласитър като копродуцент включва Кели Макдоналд, която се завръща с ролята си на Мерида от филма „Храбро сърце“, както и появяването на Баз Светлинна година от франчайза „Играта на играчките“, озвучен от Тим Алън. Филмът излиза на 21 ноември 2018 г.